# (16129) Kevingao
(16129) Kevingao (1999 XG97) – planetoida z pasa głównego asteroid okrążająca Słońce w ciągu 3,52 lat w średniej odległości 2,31 j.a. Odkryta 7 grudnia 1999 roku.